# Silent Snow
《Silent Snow》是花澤香菜以个人名义发表的第4张單曲。于2013年1月16日由Aniplex發行。

## 概要
距前作《happy endings》发行兩个月后发行的第四张单曲、以「冬」作为主题。本張單曲是花澤香菜於2012年一整年間分別以春夏秋冬四季的印象來作為形象企劃系列的最後一張單曲。

## 收錄曲目
1. Silent Snow [5:04]
2. CALL ME EVERYDAY!! [3:45]
3. あるいていこう [1:54]
4. Silent Snow（Instrumental）

DVD（只隨初回限定盤附贈）
1. Silent Snow (Music clip)

## 外部連結
- 索尼音樂在線商店介紹
  - 初回限定盤[永久]
  - 通常盤